# Dänische Petroglyphen

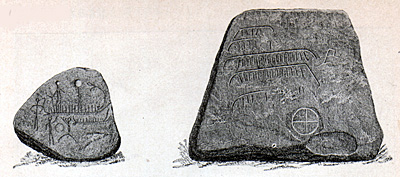
Felsritzungen von Engelstrup und Herrestrup

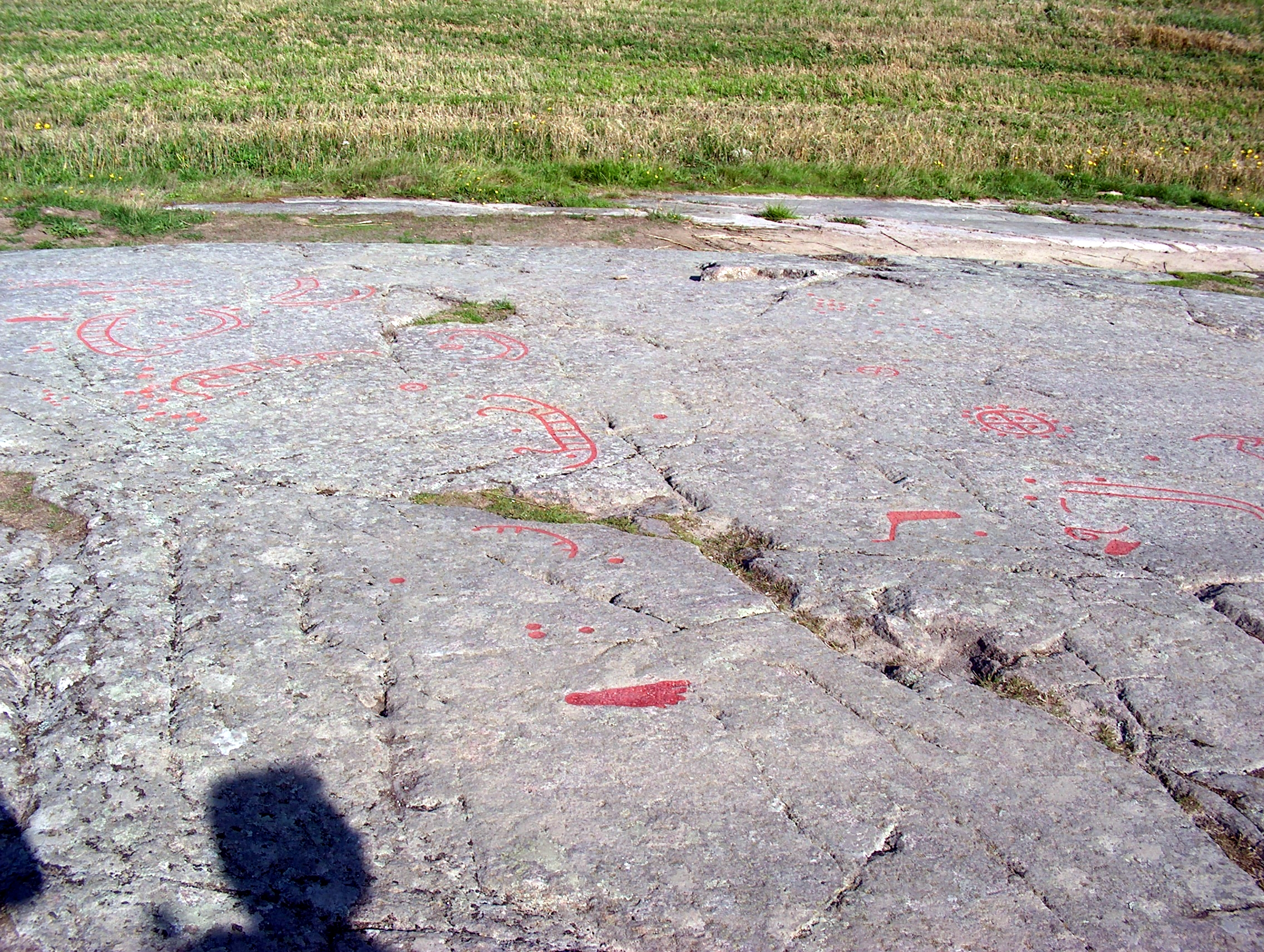
Madsebakke auf Bornholm

Dänische Petroglyphen (dänisch Helleristninger oder Halristinger) unterscheiden sich deutlich von jenen in Skandinavien. Sie sind auf den Ackerbau bezogene (dänisch Jordbruksristninger), kleiner, selten gegenständlich und wurden mitunter auch in Megalithanlagen (auch Steinkisten), öfter jedoch in Steine, eingeritzt, die in dänische Museen überführt wurden (Hyllingebjergsten) oder in Kirchen (Asnæs bei Kalundborg, Såby bei Roskilde, Sigersted bei Ringsted – alle auf Seeland – und Taps bei Kolding) vermauert wurden. Wenige wurden „vor Ort“ belassen. Dazu gehören zwei Steine vom Mandbjerghøj.
Ein einzigartiger bronzezeitlicher Stein mit 3000 Jahre alten, gut erhaltenen Petroglyphen wurde 1983 am Hyllingebjerg, westlich von Liseleje gefunden.
Der größte dänische Stein seiner Art ist im Foyer der Frederiksværk-Bibliothek ausgestellt. Die Petroglyphen zeigten vier Schiffe, zwei Sonnenräder, einen Ring und etwa 270 Schälchen. Der Durchmesser der Schälchen beträgt 3,0 bis 13,0 cm, ihre Tiefe einige mm bis etwa 4,0 cm. Die Schiffe sind paarweise auf zwei Seiten des Steins dargestellt. Es gibt zwei einzeilige Schiffe, von denen eines eine Kielverlängerung hat, sowie zwei zweizeilige Schiffe mit gebogenem Bug.
Das gegenständliche Repertoire dänischer Ritzungen reicht von erhobenen Händen (Mensalgård, Fünen) und Fußabdrücken (einzeln und paarweise) über Räder, Radkreuze und Spiralen bis zu den primär dargestellten Schiffen. Hinzu kommen einige abstrakte oder undeutliche Darstellungen. Die meisten Bilder sind mit Schälchen vergesellschaftet.

## Bornholm
Auf Bornholm, das in der Vorzeit eher zum schwedischen Kulturraum gehörte, findet man vor allem Schiffe die zahlreicher und großflächiger auf Felsaufschlüssen eingepickt sind. Dänemarks größte Felsritzung befindet sich in Madsebakke bei Allinge-Gudhjem. Auch in Blåholt, Lille Strandbygård und Storløkkebakken sind beachtenswerte Petroglyphen zu sehen.

## Fünen
Petroglyphen aus der Bronzezeit sind von Fünen nur wenige bekannt, ein Paar Steine mit handähnlichen Figuren aus Tåstruplund und Torup Mensalgård nordwestlich von Odense, ein Stein mit einer axtähnlichen Figur aus Lundsgård östlich der Stadt und ein Paar sehr verwitterter Schiffsbilder auf einem Stein aus Billeshave bei Middelfart.